# 中國國民黨中央委員會考核紀律委員會
中國國民黨中央委員會考核紀律委員會，簡稱國民黨中央考紀會，為中國國民黨中央委員會負責黨政工作考核、紀律監審、法律諮詢之部門。單位屬合議制。現任主任委員為黃怡騰。

## 沿革
中國國民黨中央考核紀律委員會始於1950年中央改造委員會之紀律委員會（前身為中央監察委員會秘書處）及設計委員會（七全大會改組為設計考核委員會）。1972年合併改組為考核紀律委員會。

## 職掌
根據《中國國民黨黨章》第三十五條，各級黨部設考核紀律委員會。
根據《中國國民黨中央委員會組織規程》，考核紀律委員會掌理黨(政)工作督導考核，工作管制，黨紀案件之監察糾舉與審議，法律諮詢等相關事宜。

## 現況
國民黨中央考紀會之功能，近似於研考會、審計部以及懲戒法院之綜合體。現時考紀會主委多由法律專業人士出任，故又兼具國民黨內部檢察機關之功能。

## 歷任首長
| 姓名   | 任期                         |
| ------ | ---------------------------- |
| 鄧傳楷 | 1972年5月15日-1976年11月24日 |
| 梁永章 | 1976年11月24日-1983年7月27日 |
| 林金生 | 1983年7月27日-1984年8月8日   |
| 周应龙 | 1984年8月8日-1987年10月5日   |
| 吳俊才 | 1987年10月21日-1992年3月4日  |
| 李宗仁 | 1992年3月4日-1994年4月6日    |
| 金開鑫 | 1994年4月6日-1997年4月       |
| 简维章 | 1997年4月-2001年7月          |
| 陈庚金 | 2001年7月-2004年7月          |
| 阮刚猛 | 2004年7月-2011年1月          |
| 洪秀柱 | 2011年1月-2012年             |
| 黄昭元 | 2012年-2015年1月             |
| 黄昭顺 | 2015年1月-2016年4月          |
| 刘汉廷 | 2016年4月-2017年8月          |
| 魏平政 | 2017年8月-2020年2月          |
| 周守訓 | 2020年2月26日-2020年3月7日   |
| 葉慶元 | 2020年4月1日-2021年9月30日   |
| 李貴敏 | 2021年9月30日-2023年1月31日  |
| 黃怡騰 | 2023年2月1日-                |

## 歷屆處分重要人物
- 1995年12月13日金開鑫成功撤銷副主席林洋港、郝柏村的黨籍(因脫黨參選)。
- 2001年9月21日撤銷前主席李登輝黨籍。
- 考紀會因王金平被控關說司法，而對王金平開鍘，但王金平向法院申請假處分而保留黨籍立委身份。全案考紀會有權再提上訴。

## 黨紀處分
110.01.08
撤銷黨籍：
藍力凱、湯文忠、曾盛熏
109.09.24
開除黨籍：
林碩彥、呂幸潤、朱思美、陳面、曹恆勇、張瑞紘、陳勝坤、涂志雄
撤銷黨籍：
張文和、鍾更明、林采穎、林有志
109.06.08
開除黨籍：
謝立功、黃定和、黃綉晶、鄭品娟、蔡媽福、張正治、李海同、謝福全、陳信順、廖正裕、蘇柔安、簡錦隆、江憲明、簡忠成、林淑梅、黃朝彬、蔡武良、邱福順
撤銷黨籍：
林有志、黃國棟、易乃文、黃冬輝、盧嘉辰、梁權、黃典本、何禮臺、吳東昇、楊麗香、楊賜濱、曹爾忠、丁科秀、楊進福、黃華府、蔡啟塔
108.10.25
開除黨籍：
陳杰、李縉穎
108.10.17
開除黨籍：
鄭佩芬、李正皓
108.08.19
開除黨籍：
楊秋興、敖博勝
黨籍停權：
鄒永宏
108.08.13
開除黨籍：
陳宏昌
撤銷黨籍：
張伍毅
108.07.02
開除黨籍：
陳建源、蘇美玲、溫慶華、吳承修、陳大業、林妤潔、單連城、歐陽禾英、彭裕文、黃森昌、詹廷有、何信橋
撤銷黨籍：
張美娜、陸月嬌、張正忠、徐正秋、阮忠恕、陳金泉、陳榮燦、黃金樓、陳天隆
108.02.22
開除黨籍：
李明同、周信利、徐國賢、陳嬉旻、王萍、張佩瑩、張志成、蔡錦雄、蔡明璋、汪成華、徐銀磯、莊旭英、蔡春生、許丕肯、張君玉、林麗芬、陳江山、王一郎、謝承宗、張伍毅、張進發、朱世榮、林昊宜、郭明賓
撤銷黨籍：
松王淑貞、邱耀祖、李岳珉、施性鍾、粘勝傑、丁金山、黃素錦、洪麗娜、鄧慶田、蔡隆基、蔡貴絲、劉明澄、張元嘉、黃騰輝、侯博升、馬見、黃瑞傳、唐瓔庭、黃麗招、楊隆郡、黃榮裕、吳伯楊、王國代、吳有家、陳文顧、陳成勇、蔡西湖、賴桂煖、邱梓增、林錦源、高朱強森、黃元政、蔡科昇、楊文宏、蔡鼎元、林京玲、洪學源、梁東海、蔡余祿、莊允辰、林中正、鄭淑靜、吳天祐
107.10.12
開除黨籍：
蕭淑麗、楊麗環、鄺麗貞、蘇盈貴
107.08.03
開除黨籍：
彭瑞德、李美燕、何進樺、吳德富、詹三出、林興龍、王幸貞
107.06.27
開除黨籍：
鄭清發
107.03.23
開除黨籍：
薛文進、林信華、李秀玉
撤銷黨籍：
李小芬、陳粹鑾
106.11.20
開除黨籍：
劉萬禮
106.09.01
開除黨籍：
曾聖為
撤銷黨籍：
朱學詩、陳其德、李朝卿
105.11.18
開除黨籍：
邱丁松、劉靜文、黎文志
撤銷黨籍：
韓林梅、林連座、楊素珍、林宗鴻
105.10.21
開除黨籍：
葉仁德
撤銷黨籍：
楊萬山、林承穎、黃勇宗、林文華、洪和炉
105.06.28
開除黨籍：
楊偉中
105.06.24
開除黨籍：
林偉嘉
105.03.04
開除黨籍：
王文賓、胡進德、蔡神燈、姜梅紅、李流宋、江明順、邱炳坤、林浚熙、車正國、王新昌、徐逢德、董文昌、吳宗憲、林信義、吳煌濱、苗豐隆、石大哉、張誠
撤銷黨籍：
李麗貌、許逸民、陳金生、涂德滄、楊慶汶、楊士儀、陳瓊榮、張茂玄、蔣近基、張仁城、范揚律、洪顯政、蔡慧玲、李莉娟、李秀容、彭余美玲
104.12.14
開除黨籍：
傅建峰、晏揚清、楊石和、許舒翔
104.10.26
開除黨籍：
李泓嶢、林綉華、王重堅、曾雅志、陳弘烈、葉煌杰
撤銷黨籍：
陳長斌、郭原雄、林國雄
104.07.15
開除黨籍：
紀國棟、楊實秋、李慶元、張碩文
104.07.13
開除黨籍：
李柏融
104.02.12
開除黨籍：
吳建強、鄭榮基、蘇金成、洪吉雄、沈美芳、章雅豐
撤銷黨籍：
余邦彥、徐信芳、陳秀廷、陳淑芬、廖翠容、江碧華、林棋山、黃漢鉛、洪麗娜、石晉方、嚴亞美、嚴可英、蔡文輝、陳秋風、楊國明、江宇偉、黃燕卿、李素真、張正龍、賴進利、聶紹雄、徐立信、林婕麗、張榮法、楊靜宇、何啟聖
101年
開除黨籍：
黃昭清、莊玉輝、黃明義、范錦標、范振乾、洪文程、洪清波、洪義松、林進富
撤銷黨籍：
鄭火賜、許阿桃、劉宏基、廖英財、廖子頡、李鴻鈞、劉謝秀梅、劉黃運娣、李兆祥、謝邱秀英、楊秋田、林作松、郭素桃、何存秀、唐景誼、陸炳成、張連亨、李金增、陳政宏、吳錦秀、羅世洞、邱炳光、徐健堂、邱義明、
蔡永稽、陳進和、張新貴、洪進生、徐勝南、吳棋祥、李國泰、林長耕、林萬結、呂炎坤、李忠鐘、羅巨勇、羅國芳、邱國性、范錦祥、張正雄、張銘惠、廖林惠華、廖英棋、廖英瓔、盧翰林、吳明憲、李德祿、鄭阿源、黃王淑媛

## 外部連結
中國國民黨中央委員會考核紀律委員會的Facebook專頁